# Noemie Fox
Noemie Eva Fox (Marsella, 19 de marzo de 1997) es una deportista australiana que compite en piragüismo en la modalidad de eslalon.
Participó en los Juegos Olímpicos de París 2024, obteniendo una medalla de oro en la prueba de K1 cross. Ganó tres medallas en el Campeonato Mundial de Piragüismo en Eslalon entre los años 2017 y 2023.
En 2025 fue condecorada con la Medalla de la Orden de Australia (OAM).
Es hija de los piragüistas Myriam Jerusalmi y Richard Fox, sobrina de la piragüista Rachel Crosbee, y su hermana Jessica compite en el mismo deporte.

## Palmarés internacional
| Juegos Olímpicos   | Juegos Olímpicos      | Juegos Olímpicos | Juegos Olímpicos |
| Año                | Lugar                 | Medalla          | Competición      |
| ------------------ | --------------------- | ---------------- | ---------------- |
| 2024               | París (Francia)       | Medalla de oro   | K1 cross         |
| Campeonato Mundial |                       |                  |                  |
| Año                | Lugar                 | Medalla          | Competición      |
| 2017               | Pau (Francia)         | Medalla de plata | C1 por equipos   |
| 2019               | Seo de Urgel (España) | Medalla de oro   | C1 por equipos   |
| 2023               | Londres (Reino Unido) | Medalla de oro   | K1 por equipos   |